# حكم أبو عيشة
حكم عبد الفتاح محمد عيشة أو كما يعرف باسم حكم سنونو (3 نوفمبر 1973 - 3 مارس 2002) قيادي سياسي وعسكري في حركة فتح ولد في مخيم بلاطة بنابلس شمال الضفة الغربية. شارك في أعمال المقاومة الفلسطينية واستشهد في اشتباك مسلح مع قوات الاحتلال الإسرائيلي.

## نشأته وتعليمه
ولد حكم عيشة 3 نوفمبر 1973م في مخيم بلاطة لللاجئين، لعائلة فلسطينية لجأت من مدينة اللد التي احتلها الصهاينة عام 1948م وطردوا سكانها. والده هو عبد الفتاح محمد خليل عيشة الملقب بأبي خليل السنونو (1940 - 2015) الذي كان كفيفا وعمل لعقود بائعا متجولا لصحيفة "القدس"، وكان تجواله اليومي شوارع نابلس مستعينا بعصاه وصوته الرنان وهو ينادي بعناوين اليوم جزءا من المشهد اليومي في شوارع المدينة لعقود.
درس المرحلتين الابتدائية والإعدادية في مدارس وكالة الغوث وتشغيل اللاجئين مخيم بلاطة، اجتاز امتحان الثانوية العامة (التوجيهي) داخل السجون الإسرائيلية.

## نشاطه السياسي
بدأ النشاط السياسي من خلال مشاركته مع زملائه الطلاب في عددٍ من الأعمال النضالية والجماهيرية عبر تنظيمِ التظاهرات والمسيرات والعمل التطوعي قبل أن يُصبح أحد أعضاء حركة فتح، وتعرّض للاعتقال في فترة دراسته الإعدادية بتهمة «مقاومة الاحتلال بإلقاء قنابل مولوتوف وإلقاء الحجارة ضد الجيش الأسرائيلي» وسجن لمدة سنة ونصف في العامين 1989و1990.
اعتقلته قوات الاحتلال الإسرائيلي في تاريخ 29 سبمتبر 1992 وأفرج عنه بتاريخ 9 سبمتبر 1999 بصفقة مع الرئيس ياسر عرفات.
التحق بجهاز الأمن الوقائي منذ قدوم السلطة الوطنية الفلسطينية، وعمل في الجهاز برتبة ضابط، مع بداية انتفاضة الأقصى التحق حكم للعمل في صفوف كتائب شهداء الأقصى، وشارك في الاشتباكات التي وقعت بالقرب من قبر يوسف أثناء انتفاضة الأقصى.
مع اندلاع الانتفاضة في العام 2000 ساهم في تأسيس تنظيم كتائب شهداء الأقصى التابعة لحركة فتح في مخيم بلاطة مع ناشطين آخرين، منهم ياسر بدوي وماجد إسماعيل المصري وناصر عويص (الذين عادوا إلى المخيم بعد أعوام من إبعادهم عن فلسطين بعد حصار جامعة النجاح عام 1992)، وشاركوا في عدة اشتباكات مُسلّحة دارت داخل المخيم وخارجه، أهمّها اشتباكات حصلت على مقربة من النقطة العسكرية الموجودة على جبل الطور واشتباكٌ آخر على شارع القدس، ومعركة قبر يوسف.
في 28 فبراير 2002 أصيب أخوه هاني أبو عيشة انقل إلى الأردن ومن ثما تم نقله إلى العراق للعلاج، وأصيب هو أايضا في نفس اليوم.

## استشهاده
قُتل حكم أبو عيشة بتاريخ 3 مارس 2002م، في اشتباك مسلح مع القوات الإسرائيلية التي اجتاحت مدينة نابلس وتحديدا مخيم بلاطة. حيث أصيب بتاريخ 28 فبراير 2002 حكم برصاصة في فمه، وخرجت من رقبته وايضا يصاب برصاصة في ساقه وتم نقله إلى مستشفى العربي التخصصي، وقبل وفاته بلحظات أجريت مقابلة معه على تلفزيون نابلس قال فيها: «من يوم  انطلقت الانتفاضة حتى اليوم المخيم بهداش يعني عنده عظيمة من هين لا ميت سنة  راح يقاوم ويناضل الاحتلال وهادا شارون النازي سوفا نحطم أنفه وسوفا نهزمه بكل اردتنا وقواتنا حتى لو حاربنا بالسكاكين، حتى لو حاربنا باسناننا سوفا نهزمه أن شاء الله رب العالمين».

## وصلات خارجية
- جنازة الشهيد حكم أبو عيشة
- مقابلة مع عائلة الشهيد حكم أبو عيشة